# Les femmes d’Alger
Les Femmes d’Alger (deutsch: Die Frauen von Algier) ist eine Serie von 15 Gemälden und zahlreichen Zeichnungen des spanischen Künstlers Pablo Picasso aus dem Zeitraum Ende 1954/Anfang 1955. Die Serie mit den Versionen A bis O wurde inspiriert von Eugène Delacroix’ Malerei Die Frauen von Algier in ihrem Gemach (Französisch: Femmes d’Alger dans leur appartement) aus dem Jahr 1834 und war zugleich eine Hommage an den 1954 gestorbenen, von Picasso geschätzten Maler Henri Matisse.

## Geschichte
Die gesamte Serie von Les Femmes d’Alger wurde von Victor und Sally Ganz aus der Galerie Louise Leiris (eine Galerie von Daniel Henry Kahnweiler) in Paris für 212.500 $ im Juni 1956 gekauft. Zehn Gemälde aus der Serie wurden später an die Saidenberg Gallery verkauft. Das Ehepaar Ganz behielt die Versionen C, H, K, M und O. Version C wurde 1988 nach dem Tod von Victor Ganz verkauft, die verbliebenen Versionen wurden einzeln im Jahr 1997 bei Christie’s, New York, versteigert. Viele der einzelnen Bilder in der Serie sind aktuell in wichtigen öffentlichen und privaten Sammlungen vertreten.

## Version „O“
Die Version „O“ stellt eine Szene aus einem Harem dar und zeigt vier barbusige Frauen, starkfarbig gemalt in einer Mischung aus abstrakt und realistisch. Entstanden war es als Hommage von Picasso an seinen im November 1954 verstorbenen Kollegen Henri Matisse, der Odalisken als Motive verwendet hatte. 1997 war das Bild bei Christie’s noch für 32 Millionen Dollar versteigert worden. Das Bild wurde zugleich auch noch zum teuersten je versteigerten Picasso. Es brach den 2010 erzielten Rekord von 106,5 Millionen Dollar für seinen Akt mit grünen Blättern und Büste.
Die letzte Version Les femmes d’Alger (Version „O“) ist im Mai 2015 in New York für rund 179 Millionen Dollar (inklusive Kommission) erneut bei Christie’s versteigert worden, wodurch ein neuer Rekordpreis, der jemals für ein Gemälde bezahlt wurde, erzielt werden konnte. Käufer und neuer Eigentümer war angeblich der ehemalige Premier- und Außenminister Katars, Hamad ibn Dschasim ibn Dschabr Al Thani. Im Feuilleton der FAZ vom 13. Juli 2020 wird jedoch der Besitzer anlässlich der Versteigerung von Version F für 25,5 Millionen Dollar an einen unbekannten Bieter weiterhin als unbekannt bezeichnet.
Dieser Rekord wurde jedoch im November 2017 eingestellt, als das Gemälde Salvator mundi von Leonardo da Vinci für 450 Millionen Dollar bei Christie’s versteigert wurde. Neuer Eigentümer ist ein bis heute nicht bekannter saudischer Prinz.

## Ausstellungen
- 2021: Picasso & Les Femmes d’Alger. Museum Berggruen, Berlin. 21. Mai bis 29. August 2021[10]